# Horst Fischer (Jurist)
Horst Fischer (* 11. Dezember 1950 in Duisburg) ist ein deutscher Jurist. Er ist gegenwärtig Direktor der Brüsseler Niederlassung der Deutschen Gesellschaft für Internationale Zusammenarbeit (GIZ) und akademischer Direktor des Instituts für Friedenssicherungsrecht und humanitäres Völkerrecht der Ruhr-Universität Bochum. An der Universität Leiden besetzt er den Lehrstuhl für humanitäres Völkerrecht, außerdem ist er Adjunct Professor an der Columbia University und Visiting Professor an der Universität Straßburg.
Horst Fischer wirkt darüber hinaus als Präsident des European Inter-University Centre for Human Rights and Democratisation (EIUC) in Venedig. Von 1994 bis 2007 war er auch Präsident und Ehrenpräsident der NOHA-Association in Brüssel. Zudem fungierte er von 2001 bis 2012 als Vorsitzender des Stiftungsrates der Berghof Stiftung für Konfliktforschung in Berlin. Schwerpunkte seiner akademischen Interessen sind neben dem humanitären Völkerrecht die Themen Menschenrechte, Rüstungskontrolle, Friedenssicherung und Sicherheitspolitik.

## Leben
Nach einem Studium der Rechtswissenschaften promovierte Horst Fischer 1984 an der Ruhr-Universität Bochum mit einer Arbeit zu völkerrechtlichen Aspekten des Einsatzes von Kernwaffen. Ab 1990 gehörte er mehreren Delegationen zu diplomatischen Konferenzen und Tagungen von Nichtregierungsorganisationen an, die sich mit den Themen humanitäres Völkerrecht und humanitäre Hilfe befassten. Er war darüber hinaus Berater zu diesen Themen für die Vereinten Nationen, die Europäische Union, mehrere nationale Ministerien und verschiedene private Organisationen wie beispielsweise das Internationale Komitee vom Roten Kreuz (IKRK).
1988 gründeten Horst Fischer und Knut Ipsen, Professor für Öffentliches Recht, das Institut für Friedenssicherungsrecht und humanitäres Völkerrecht (IFHV) an der Ruhr-Universität Bochum. Seitdem ist Horst Fischer dort als akademischer Direktor tätig. Daneben ist er seit 1998 Inhaber der Professur für humanitäres Völkerrecht (Professor of International Humanitarian Law applicable in armed conflicts) an der Universität Leiden. Ferner lehrt er als Professor für internationale und öffentliche Angelegenheiten (Adjunct Professor of International and Public Affairs) an der Columbia University. Er wirkte als Rechtsberater sowohl der Niederländischen Rotkreuz-Gesellschaft als auch des Deutschen Roten Kreuzes, für das er als Bundeskonventionsbeauftragter tätig war.

## Ehrungen
- 2010: Verdienstkreuz 1. Klasse der Bundesrepublik Deutschland

## Schriften
- Der Schutz von Menschen im Krieg. Humanitäres Völkerrecht und Humanitäre Intervention. In: Volker Matthias: Frieden durch Einmischung? Dietz, Bonn 1993, ISBN 3-8012-3053-8, S. 87–105.
- Protection of Prisoners of War. In: Dieter Fleck (Hrsg.): The Handbook of Humanitarian Law in Armed Conflicts. Oxford University Press, Oxford 1995, ISBN 0-19-829867-6, S. 321–368.
- Völkerrechtliche Verbrechen vor dem Jugoslawien-Tribunal, nationalen Gerichten und dem Internationalen Strafgerichtshof. Berliner Wissenschafts-Verlag, Berlin 1999, ISBN 3-87061-844-2.
- mehrere Kapitel in: Knut Ipsen: Völkerrecht. 5. Auflage. Beck Juristischer Verlag, München 2004, ISBN 3-406-49636-9.